# Francis Beaumont
Francis Beaumont (født 1584, død 6. marts 1616) var en engelsk digter. 
Familien var en gammel, normannisk adelsslægt, faderen var dommer, og Beaumont fødtes på familiegodset Grace-Dieu i Leicestershire. Han studerede i Oxford, men forlod ved faderens død (1598), sammen men sine to ældre brødre, universitet uden at have taget nogen grad. Han drev så juridiske studier i London, men drogs langt mere til samliv med tidens skønånder og betydelige forfattere; med Drayton og Ben Jonson sluttede han tidlig venskab. Fra tidlig tid var han i et varmt og inderligt venskab, der først opløstes ved hans død, knyttet til John Fletcher. 
Indtil Beaumont blev gift (omtrent 1613), boede de to venner sammen ikke langt fra Globe-Teatret, førte fælles husholdning og arbejdede kunstnerisk sammen. Frugten af dette fællesarbejde, der varede fra c. 1605-16, var en række dramaer, der hører til tidens bedste, og hvortil Beaumonts store ry som digter er knyttet. Blandt Beaumonts mindre digte, der til dels er af ringe betydning, bør mærkes hans Letter to Ben Jonson, hvori han i bekendte linjer skildrer forfatternes lystige og åndfulde samvær i værtshuset "Havfruen".